# Hong Kong Disneyland
Hong Kong Disneyland (tiếng Trung: 香港迪士尼樂園 Xiānggǎng díshì nílèyuán Hương Cảng địch sĩ ni nhạc viên) là một công viên chủ đề nằm trong khu Hong Kong Disneyland Resort thuộc sở hữu và quản lý của Hong Kong International Theme Parks.
Hong Kong Disneyland là công viên giải trí chủ đề theo phong cách Xứ sở thần tiên thứ năm, tọa lạc trên một khu đất lấn biển trên vịnh Penny, đảo Lantau. Sau nhiều năm đàm phán và xây dựng, công viên này đã mở cửa đón khách tham quan vào ngày 12 tháng 9 năm 2005. Công viên này đã bản địa hóa thiết kế của mình, đặc biệt chú ý đến Phong Thủy, ví dụ công viên có một khúc cua ở lối đi gần cửa vào Hong Kong Disneyland Resort để tránh khí chảy vào Biển Đông.
Công viên gồm 4 khu vực chủ đề giống như các công viên Disneyland khác: Main Street, Fantasyland, Adventureland và Tomorrowland. Nhân viên phục vụ công viên có thể nói tiếng Anh, tiếng Quan Thoại và tiếng Quảng Đông. Bản đồ chỉ dẫn ghi bằng tiếng Anh, tiếng Trung, tiếng Pháp và tiếng Nhật.

### Official websites
- Website chính thức (tiếng Trung) (tiếng Anh)
- Website chính thức (tiếng Nhật)

### Fan websites
- Hong Kong Disneyland Useful Information, Photos & Videos Lưu trữ ngày 22 tháng 5 năm 2012 tại Wayback Machine
- Practical info for parents planning to visit HK Disneyland with babies and toddlers Lưu trữ ngày 8 tháng 2 năm 2009 tại Wayback Machine
- HongKongDisneyland.info (tiếng Nhật)
- Disney Parks.info (tiếng Nhật)
- Hong Kong Disneyland Source Lưu trữ ngày 27 tháng 10 năm 2020 tại Wayback Machine
- Hong Kong Disneyland Secrets Lưu trữ ngày 20 tháng 5 năm 2007 tại Wayback Machine